# Mjölnarkärrskogens naturreservat
Mjölnarkärrskogens naturreservat är ett naturreservat i Norrtälje kommun i Stockholms län.
Området är naturskyddat sedan 2022 och är 24 hektar stort. Naturreservatet ligger nordväst om Edsbro och består av barrblandskog.